# Württembergische I
Die Lokomotiven der späteren Gattung I waren zusammen mit der II die ersten Dampflokomotiven der Königlich Württembergischen Staats-Eisenbahnen (KWStE).

## Entwicklung
Die drei Lokomotiven der Achsfolge 2'B wurden von Norris in Philadelphia gefertigt. Mit ihnen, sowie mit den bei Baldwin bestellten drei 1'B-Lokomotiven der späteren Klasse II, nahmen die KWStE 1845 den Betrieb auf.
Die Lokomotiven der Klasse I verfügten über einen runden Stehkessel, der zwischen den beiden Treibachsen angeordnet war. Die außen anliegenden Zylinder waren vorderen Kesselende angebracht in Höhe der in einem Drehgestell gelagerten vorderen Laufachsen. Der offene Führerstand schloss seitlich mit der Außenkante des Rahmens ab und fiel dadurch recht schmal aus. Der Radbogen der hinteren Kuppelachse ragte dadurch hinaus.
Die Lokomotiven wurden während ihrer Einsatzzeit umgebaut. Die Norris-Lokomotiven bewährten sich besser als die von Baldwin gelieferten. Sie blieben bis etwas 1861 im Dienst. Eine Lok war 1870 noch als Ersatz-Antriebsmaschine in der Hauptwerkstätte der KWStE in Esslingen im Einsatz, wobei sie sich noch weitgehend im Originalzustand befunden haben soll.

## Fahrzeugliste
| Baujahr | Bahnnummer K.W.St.E. | Name  | ausgemustert |
| ------- | -------------------- | ----- | ------------ |
| 1845    | 1                    | Donau | 1861         |
| 1845    | 2                    | Fils  | 1861         |
| 1845    | 3                    | Jagst | 1861         |